# Haagbeuknerfgalmug
De haagbeuknerfgalmug (Zygiobia carpini) is een muggensoort uit de familie van de galmuggen (Cecidomyiidae). De wetenschappelijke naam van de soort is voor het eerst geldig gepubliceerd in 1874 door F. Low.